# 뼈속질공간
뼈속질공간(골수강, 골수공간으로도 불림)은 긴뼈의 몸통 속에 골수가 차 있는 공간이다. 표본으로 만든 마른 뼈에서는 골수가 없어졌기 때문에 빈 공간처럼 보이는 경우도 존재한다.